# کسوف (ترانه)
«کسوف» (به انگلیسی: Eclipse) دهمین و آخرین ترانه آلبوم نیمه تاریک ماه از گروه موسیقی پراگرسیو راک پینک فلوید است.

## درباره آهنگ
این ترانه توسط راجر واترز و هارمونی‌های دیوید گیلمور خوانده شده‌است. در اجراهای زنده پس از جدایی واترز از گروه، گیلمور خواننده اصلی آهنگ است. این آهنگ ادامه ترانه «اختلال ذهنی» است که در نسخه رادیویی و در کنسرت‌ها پشت سر هم اجرا می‌شوند. زمان این ترانه ۱:۳۰ ثانیه است.
کلمات پایانی آهنگ (و همه چیز زیر خورشید هم نواست، ولی خورشید را ماه در کسوفش پنهان کرده‌است) و خود آلبوم نیمه تاریک ماه در حقیقت شنونده را هدایت می‌کند. راجر واترز معنی این کلمات و همچنین کل آلبوم را اینگونه توضیح می‌دهد:
من این را یک معما نمی‌بینم. آلبوم از خورشید و ماه به عنوان دو نماد استفاده می‌کند؛ روشنایی و تاریکی؛ خوب و بد؛ نیروی زندگی که در مقابل نیروی مرگ قرار گرفته است. به نظرم این یک مطلب ساده است که میگه تمام چیزهای خوبی که زندگی میتونه به ما عرضه کنه برای ما وجود داره تا به چنگش بیاریم، ولی تاثیرات برخی نیروهای تاریک در طبیعت ما، ما رو از تصرف آن منع میکنه. آهنگ شنونده را خطاب میکنه و میگه اگر تو، شنونده، تحت تاثیر آن نیرو قرار گرفته‌ای و اگر آن نیرو تو را نگران میکنه، خب منم دقیقا همین احساس را دارم. جمله ی "در نیمه تاریک ماه می بینمت" منم که با شنونده صحبت می‌کنم و میگم میدانم که تو هم این احساسات بد و برانگیختگی را داری، چون خودم هم دارمش، و یکی از راه‌هایی که میتونم با تو ارتباط مستقیم برقرار کنم اینه که این حقیقت که بعضی اوقات احساس بدی دارم را باهات به اشتراک بذارم.  — راجر واترز
این ترانه جزو آهنگ‌هایی بود که توسط مریخ نورد اپرتیونیتی در فضا نواخته شد.

## اعضا
راجر واترز: تنظیم آهنگ٬ نویسنده٬ گیتار بیس، خواننده اصلی
دیوید گیلمور: گیتار و خواننده
ریچارد رایت: اُرگ و خواننده
نیک میسون: درامز، پرکاشن

### سایر
- لزلی دانکن: همخوانی
- دوریس تروی: همخوانی
- بری سنت جان: همخوانی
- لیزا استرایک: همخوانی